# Bão Cempaka (2021)
Bão Cempaka (tên JTWC: 10W) và Việt Nam gọi là Bão số 3.

## Lịch sử khí tượng
Bão số 3 là cơn bão khá thất thường, hoạt động cùng lúc với bão In-fa ngoài khơi Đài Loan nên chịu tương tác. Do ít dịch chuyển hoặc dịch chuyển chậm ở vùng biển Bắc Biển Đông, gặp điều kiện thuận lợi (nhiệt độ bề mặt và hàm lượng nhiệt cao, đứt gió yếu) nên mạnh lên nhanh chóng, trong 24 giờ mạnh thêm 4 cấp (từ cấp 8 lên cấp 12) và có lúc mạnh hơn bão In-fa. Rạng sáng và sáng sớm 23/07, bão số 3 (lúc này đã suy yếu thành áp thấp nhiệt đới cấp 6) đã đi vào đất liền phía Bắc tỉnh Quảng Ninh (tâm áp thấp nhiệt đới đi qua phía Đông Nam trạm khí tượng Móng Cái, thành phố Móng Cái, tỉnh Quảng Ninh). Trước đó, tối 20/7, bão đã đổ bộ vào phía Tây Nam tỉnh Quảng Đông (Trung Quốc). Sau khi đổ bộ vào nước ta ở Móng Cái, áp thấp nhiệt đới di chuyển xuống Vịnh Bắc Bộ và đi dọc theo đường bờ biển từ Quảng Ninh đến Hà Tĩnh rồi suy yếu dần thành một vùng áp thấp trên khu vực phía Đông Nam Vịnh Bắc Bộ (vùng biển phía Tây Nam đảo Hải Nam). Quỹ đạo và đường đi của bão số 3 này có nhiều điểm tương đồng với quỹ đạo bão số 6 (Goni) năm 2009, hoạt động vào đầu tháng 8 năm 2009.

## Ảnh hưởng
Từ đêm 21 tháng 7 đến hết ngày 25 tháng 7, ở Bắc Bộ và các tỉnh từ Thanh Hóa đến Thừa Thiên-Huế có mưa vừa, mưa to đến rất to, do ảnh hưởng trực tiếp của cơn bão số 3 nối với dải hội tụ nhiệt đới. Tính từ 19 giờ ngày 21/7 đến 19h ngày 25/7, tổng lượng mưa phổ biến từ 100-160mm, một số trạm có tổng lượng mưa lớn như: Mường Lống (Nghệ An) 241mm; Mỹ Lý (Nghệ An) 200mm; Đông Cửu (Phú Thọ) 233mm; Cẩm Lương (Thanh Hóa) 188mm; Tân Phong (Hòa Bình) 176mm; Hồ Cạn Thượng (Hòa Bình) 176mm; Chí Linh (Hải Dương) 187mm; Sơn Lâm (Hà Tĩnh) 174mm; Hướng Tân (Quảng Trị) 174mm; Tân Hóa (Quảng Bình) 297mm;... Thiệt hại do mưa lũ (tính đến sáng 26/07): 1 nhà sàn bị sập tại Thanh Hóa; 10 nhà ở bị sạt lở, ảnh hưởng 1 phần (Hòa Bình: 5, Nghệ An: 5). Về giao thông: 200m mặt đường láng nhựa bị cuốn trôi (Hòa Bình); 3 tuyến đường bị sạt lở, hư hỏng (Nghệ An); xói lở 50m kè đá (Nghệ An).